# Britha brithodes
Britha brithodes är en fjärilsart som beskrevs av Fletcher 1961. Britha brithodes ingår i släktet Britha och familjen nattflyn. Inga underarter finns listade i Catalogue of Life.